# متیو دلپیر
متیو دلپیر (انگلیسی: Matthieu Delpierre؛ زادهٔ ۲۶ آوریل ۱۹۸۱) بازیکن فوتبال اهل فرانسه است.
از باشگاه‌هایی که در آن بازی کرده‌است می‌توان به باشگاه فوتبال لیل، باشگاه فوتبال اوترخت، باشگاه فوتبال ملبورن ویکتوری، باشگاه فوتبال اشتوتگارت، و باشگاه فوتبال هوفنهایم اشاره کرد.
وی همچنین در تیم‌های ملی فوتبال فرانسه، فرانسه، زیر ۲۱ سال فرانسه، و France national football B team بازی کرده‌است.